# True Colors (canción de Zedd)
«True Colors» —en español: ‘Colores Verdaderos’— es una canción realizada por el disc-jockey ruso-alemán Zedd. La versión original de la canción contó con las voces, aunque sin acreditar, del cantante y compositor estadounidense Tim James y fue incluida en el segundo álbum de estudio True Colors que fue publicado el 19 de mayo de 2015. El sencillo oficial contiene una nueva versión de la pista, con las voces proporcionados por la cantante estadounidense Kesha y se lanzó como el cuarto sencillo del álbum el 29 de abril de 2016. Ellos la interpretaron en vivo en Coachella 2016 y la canción apareció en el videojuego FIFA 17.

## Grabación
Fue grabada en el Empire State Building, fue la última experiencia de su álbum True Colors, fue grabada en vivo con Zedd de pianista y Tim James canto la canción en vivo. Algunos fanes de Zedd admitieron que fue una gran experiencia.
También significó el primer lanzamiento musical de Kesha en más de tres años, debido a la batalla legal que emprendió para romper los lazos con su productor, Dr. Luke, el cual abusó sexualmente de ella durante diez años. La interpretó por primera vez como invitada durante la presentación de Zedd en Coachella 2016. A finales de abril, tanto Kesha y Zedd publicaron fotos a sus cuentas de redes sociales confirmando que estaban grabando juntos.

## Posicionamiento en listas

### Semanales
| País           | Lista                  | Mejor posición |      |
| 2016           | 2016                   | 2016           | 2016 |
| -------------- | ---------------------- | -------------- | ---- |
| Australia      | ARIA Singles Chart     | 76             |      |
| Canadá         | Canadian Hot 100       | 66             |      |
| Escocia        | Scottish Singles Chart | 23             |      |
| Estados Unidos | Billboard Hot 100      | 74             |      |
| Estados Unidos | Hot Dance Club Songs   | 38             |      |
| Francia        | SNEP Singles Chart     | 191            |      |
| Irlanda        | Irish Singles Chart    | 81             |      |
| Reino Unido    | UK Singles Chart       | 78             |      |